# Battaglia di Portomaggiore
La battaglia di Portamaggiore (16 aprile 1395) è battaglia combattuta nei pressi di Portomaggiore, in provincia di Ferrara, tra le truppe estensi del  Consiglio di Reggenza in nome del marchese Niccolò III, contro le forze ribelli guidate dallo zio Azzo X, pretendente alla signoria di Ferrara.

## Cause
Alla morte del marchese Alberto V d'Este, il posto alla signoria di Ferrara fu ereditato dal figlio Niccolò III, che però era ancora minorenne. Vista la situazione, lo zio Azzo IX voleva far valere i propri diritti in quanto unico erede possibile al potere nel marchesato estense. Il Consiglio di Reggenza si oppose a qualsiasi piano di Azzo, per cui quest'ultimo decise di conquistare la signoria con la forza delle armi, organizzando una milizia costituita da uomini di ventura.

## Il conflitto
L'esercito estense, che rappresentava il Consiglio di Reggenza in nome del marchese, fu affidato al comando di Astorre Manfredi, ed ebbe l'appoggio dei Gonzaga, dei bolognesi, dei fiorentini, dei veneziani e dei Carraresi. Invece i ribelli di Azzo IX, erano sia dei soldati di ventura guidati da Giovanni da Barbiano sia dei contadini, originari di Portomaggiore, Consandolo, Migliaro e Massa Fiscaglia.
Le truppe estensi attaccarono subito Portomaggiore, aggredendo gli 8 000 soldati di ventura di Azzo IX. Lo scontro durò molte ore e la battaglia si volse infine a favore del Manfredi che, infatti, costrinse gli avversari a ritirarsi sempre più fino a costringerli a rinchiudersi nel castello. Successivamente i ribelli di Azzone furono costretti alla resa e ciò significò la vittoria definitiva nei riguardi di costoro. Lo stesso Azzo fu poi fatto prigioniero insieme a numerosi suoi seguaci.
Le perdite di uomini da parte vincitrice furono limitate mentre invece,  quelle degli sconfitti furono più pesanti con oltre 1 000 caduti.